# Amerikai oroszlán
Az amerikai oroszlán (Panthera leo atrox) volt a pleisztocén kori Amerika legnagyobb szárazföldi ragadozója. A macskafélék családjának egy kihalt faja, amely az utolsó jégkorszak végével tűnt el, mintegy 10 000 évvel ezelőtt.
Az amerikai oroszlánok testalkata sokban hasonlított a ma Afrikában élő oroszlánokéra, azonban mintegy 25%-kal voltak nagyobbak náluk: kb. 3-3,5 méter hosszúak lehettek (farokkal együtt), a hímek átlagosan 256 kg-ot, legfeljebb pedig 351 kg-ot nyomhattak.
Maradványaikat Alaszkától Peruig számos helyen megtalálták szerte Amerikában, a legjobb állapotú csontvázaikra Kaliforniában bukkantak. Ősei minden bizonnyal azok az Eurázsiában élt barlangi oroszlánok voltak, amik a Riss-jégkorszak vége felé a vándorló növényevők csordáit követve mintegy 150-100 000 évvel ezelőtt Beringián keresztül Észak-Amerikába jutottak. Az utolsó, Würm-jégkorszak során megszűnt a kapcsolat Eurázsia és Észak-Amerika között, így a két faj elszigetelődött egymástól és külön utakon fejlődött.
Az amerikai oroszlánok a mai oroszlánokhoz hasonlóan csoportokban élhettek Észak-Amerika nyílt térségein, ahol valószínűleg közösen vadászhattak a pleisztocén kori Amerika nagy testű növényevő emlőseire (amerikai ló, amerikai masztodon, amerikai bölény stb.). Minden bizonnyal olyan csúcsragadozó lehetett az észak-amerikai prériken, mint a mai oroszlánok az afrikai szavannákon.
Az amerikai oroszlánok az utolsó jégkorszak végével haltak ki, mintegy 10 000 évvel ezelőtt, vagyis nem sokkal a mai amerikai indiánok őseinek megérkezését követően. Ezért erős a gyanú, hogy az első indiánok túlzott vadászatának eshettek áldozatul: vagy zsákmányállataik, vagy az amerikai oroszlánok túlzott vadászata miatt. Mások szerint kihalásukat a pleisztocént követő gyors felmelegedés okozhatta. (Erről bővebben: pleisztocén megafauna.) Legközelebbi ma élő rokona az Afrikában élő oroszlán.